# Bienen & natur
bienen & natur (auch bienen&natur) ist ein monatlich erscheinendes Fachmedium für Imker und Bienenfreunde im deutschsprachigen Raum. Es ist Verbandsorgan für mehrere Landesimkerverbände. Herausgeber ist der Deutsche Landwirtschaftsverlag.

## Inhalt
bienen & natur berichtet über gängige Betriebsweisen der Imkerei. Dabei geht bienen & natur auf Zander, Deutsch-Normal-Maß oder Dadant ein, aber auch auf die wesensgemäße Bienenhaltung. bienen & natur hat den Anspruch, sowohl Profis auf dem Laufenden zu halten als auch Jungimker an die Hand zu nehmen. Im Heft wechseln sich daher Expertenwissen und Praxistipps, wissenschaftliche Hintergründe und Unterhaltsames ab. Die Redakteure von bienen & natur sind selbst Imker. Des Weiteren setzt sich bienen & natur für ein lebhaftes Vereins- und Verbandswesen ein.
Das Fachmedium ist Verbandsorgan für folgende Landesimkerverbände:
- Landesverband Badischer Imker e.V.,
- Landesverband Bayerischer Imker e. V.,
- Landesverband Hessischer Imker e. V.,
- Imkerverband Nassau,
- Imkerverband Rheinland e. V.,
- Imkerverband Rheinland-Pfalz e. V.,
- Landesverband der Imker im Saarland e. V.

## Produkte
Flankiert wird das Monatsmagazin durch eine Imker-Schulungsmappe, die unter Imkern als Standardwerk gilt, eine Website, die Lern-App „Imkerwissen“ sowie Präsenzen in sozialen Netzwerken (Instagram, Facebook). Pro Jahr erscheinen zudem mehrere monothematische Sonderhefte, die, im Gegensatz zum Hauptheft, auch am Kiosk erhältlich sind. Das Fachmagazin selbst kann ausschließlich im Abonnement oder über Direktkauf im dlv-Shop bezogen werden. Außerdem erscheinen ein Bienen-Wandkalender sowie der Bayerische Imkerkalender im Pocketformat.

## Geschichte
Obwohl bienen & natur 2017 gegründet wurde, reichen die Wurzeln des Magazins bis in das Jahr 1861 zurück. Ursprung des Fachmediums sind drei regionale Imkerfachmagazine. Das älteste der Magazine, Die Biene, wurde 1861 in Hessen gegründet. Der Imkerfreund erschien erstmals 1946 in Bayern und die Allgemeine Deutsche Imkerzeitung, die ihr Verbreitungsgebiet hauptsächlich in Südwestdeutschland hatte, gab es seit 1967.
Nachdem alle drei Titel ab 1995 vom Deutschen Landwirtschaftsverlag herausgebracht wurden, unterschieden sie sich nur durch die Verbandsnachrichten im Innenteil und das Cover. Im Jahr 2017 wurden die drei Magazine unter dem Namen „bienen & Natur“ zusammengeführt; im Periodikum sind nun die Verbandsnachrichten aller Mitgliedsverbände enthalten.
bienen & natur verzeichnet wachsende Auflagenzahlen. Im Dezember 2020 lag die monatliche verbreitete Auflage bei 40.401 Exemplaren, 37.332 Exemplare waren verkauft.